# Erzurum
Erzurum este un oraș din Turcia.